# 740 a.C.
Il 740 a.C. (DCCXL a.C. in numeri romani) è un anno  dell'VIII secolo a.C.

## Eventi
- Secondo la Bibbia il profeta Isaia riceve in visione la sua vocazione.
- Alcmene diviene re di Sparta-

## Morti
- Ozia, re di Israele.
- Teleclo re di Sparta